# Bracon howardi
Bracon howardi är en stekelart som först beskrevs av Henry Lorenz Viereck 1911.  Bracon howardi ingår i släktet Bracon och familjen bracksteklar. Inga underarter finns listade.